# Municipio Chicoasén
Koordinaten: 16° 58′ N, 93° 6′ W
Chicoasén ist ein Municipio im Zentrum des mexikanischen Bundesstaates Chiapas. Das Municipio hat etwa 5000 Einwohner und eine Fläche von 116 km². Verwaltungssitz und größter Ort des Municipios ist das gleichnamige Chicoasén.
Der Name Chicoasén geht auf den Nahuatl-Namen Chicoasentepek zurück, zu deutsch ‚sechs Orte‘ oder ‚sechs Hügel‘.
An der Grenze zum Municipio Osumacinta liegt der Manuel-M.-Torres-Staudamm.

## Geographie
Das Municipio Chicoasén liegt zentral im mexikanischen Bundesstaat Chiapas auf Höhen zwischen 100 m und 1300 m. Es zählt zur Gänze zur physiographischen Provinz der Sierra Madre de Chiapas und liegt gänzlich in der hydrologischen Region Grijalva-Usumacinta. Die Geologie des Municipios wird zu 72 % von Sandstein-Lutit bestimmt bei 28 % Kalkstein; vorherrschende Bodentypen sind der Leptosol (59 %) und Regosol (28 %). Etwa 93 % der Gemeindefläche sind bewaldet.
Das Municipio Chicoasén grenzt an die Municipios Bochil, Copainalá, Soyaló, Coapilla, Osumacinta und San Fernando.

## Bevölkerung
Beim Zensus 2010 wurden im Municipio 5018 Menschen in 1261 Wohneinheiten gezählt. Davon wurden 400 Personen als Sprecher einer indigenen Sprache registriert, davon 359 Sprecher des Tzotzil. Über 13 Prozent der Bevölkerung waren Analphabeten. 1675 Einwohner wurden als Erwerbspersonen registriert, wovon über 86 % Männer bzw. 5,9 % arbeitslos waren. Gut 23 % der Bevölkerung lebten in extremer Armut.

## Orte
Das Municipio Chicoasén umfasst 19 bewohnte localidades, von denen nur der Hauptort vom INEGI als urban klassifiziert ist. Drei der Orte wiesen beim Zensus 2010 eine Einwohnerzahl von über 200 auf, zwölf Orte hatten weniger als 100 Einwohner. Die größten Orte sind:
| Ort               | Einwohner |
| Chicoasén         | 3343      |
| Las Pilas         | 0297      |
| CM 31-E (Juy Juy) | 0267      |